# Lenistwo

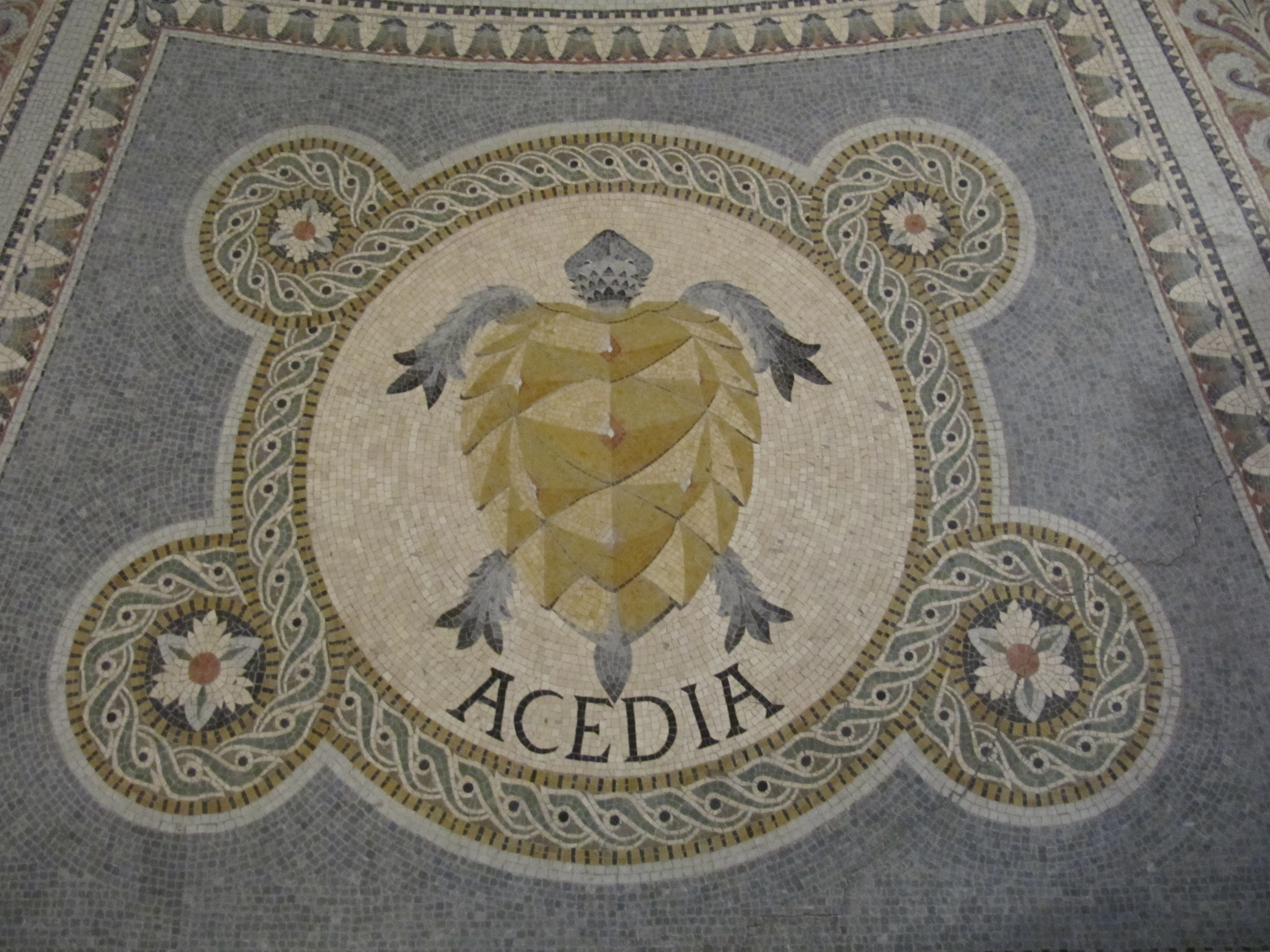
Żółw jak symbol Lenistwa(mozaika w bazylice Notre-Dame de Fourvière w Lyonie)

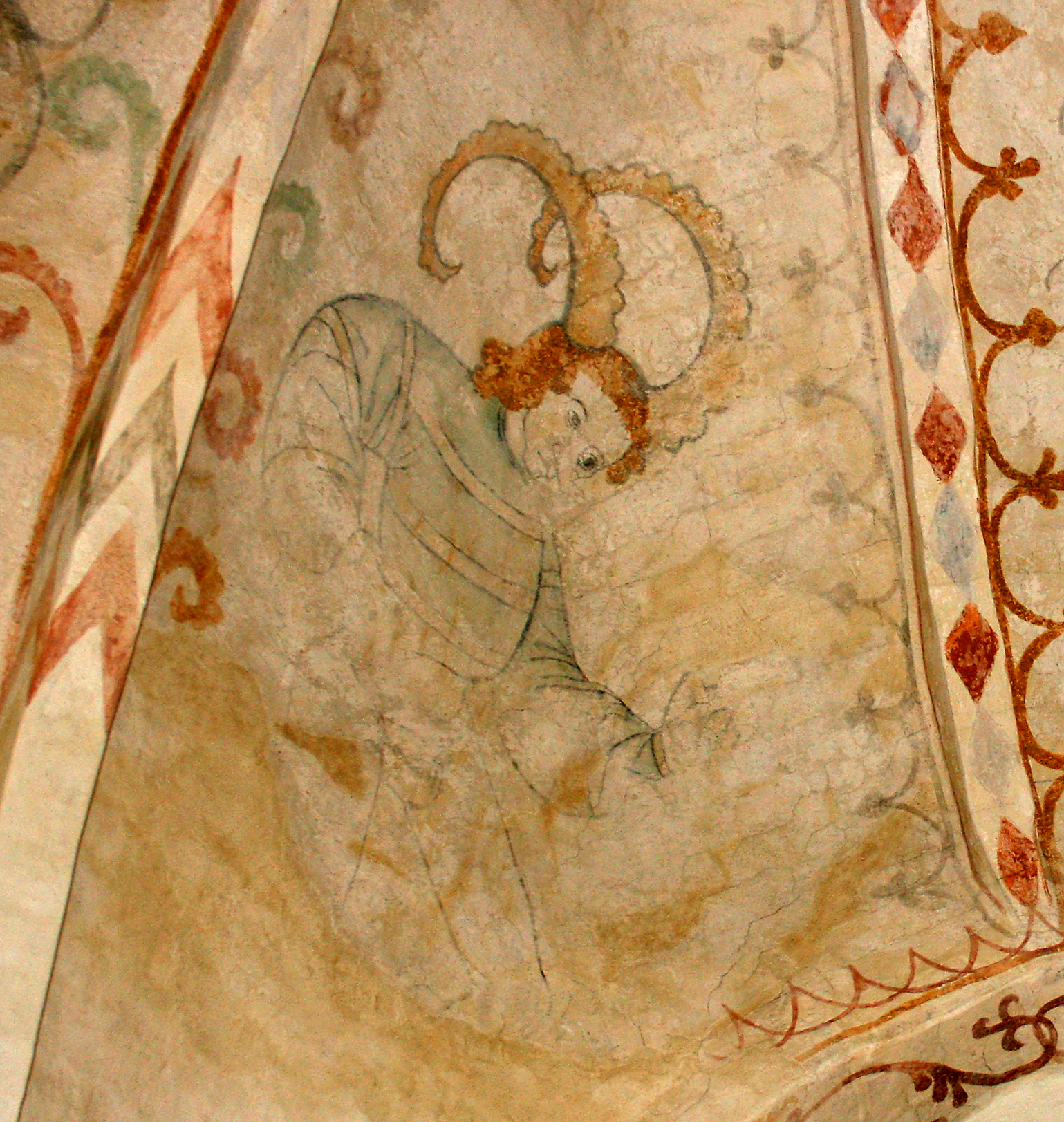
Mężczyzna z rogami kozła symbolizującymi lenistwo, jeden z siedmiu grzechów głównych (fresk z roku 1511 w kościele w Dalbyneder, Dania).

Lenistwo – stan ducha, powodujący zaniechanie jakiegoś wymaganego działania lub działań i powodujący przedłużenie czasu wypoczynku pasywnego ponad uznane w danej chwili i dziedzinie normy.
Lenistwo w filozofii – pogoda ducha, uspokojenie duszy i myśli, wielu starożytnych filozofów uznawało tenże stan podobny do ataraksji za szczęście i cel życia.
Temat lenistwa jest często poruszany w dziełach literackich, komiksie, malarstwie i innych sztukach pięknych. W Boskiej komedii Dantego leniwi znajdują się w 5. kręgu piekła. Przykładem z literatury polskiej może być popularny utwór dla dzieci Leń Jana Brzechwy (1953).

## Ocena lenistwa
Przez znaczną liczbę osób i większość religii lenistwo jest krytykowane i potępiane. Tradycyjnie lenistwo oceniane jest jako słabość charakteru. Występowały jednak także odmienne opinie – np. Bertrand Russell twierdził w Pochwale lenistwa (1932), że gdyby wszyscy ludzie byli leniwi i nieskorzy do działania to na świecie byłoby mniej konfliktów i wojen, ponieważ nikomu nie chciałoby się walczyć. Twierdził także, że ludzie pracują zawodowo za dużo i nie mają w związku z tym czasu na rozwój swoich pozazawodowych talentów, pogłębianie zainteresowań i przez to nie są szczęśliwi.
Terminem lenistwo (także acedia) oddaje się jeden z siedmiu grzechów głównych. Zwraca się uwagę, że acedia jest krytykowana w Liście do Hebrajczyków i związana z jedną ze słabości, o której mówi w Ewangelii Mateusza (25:26) jedna z przypowieści Jezusa. W Księdze Przysłów (10:4) i Księdze Koheleta (10:18) powiedziane jest, że lenistwo może prowadzić do ubóstwa. Przeciwieństwem lenistwa jest pracoholizm.
Szczególny nacisk na problem lenistwa kładzie purytanizm. Według Małego Katechizmu Westminsterskiego purytanie powstrzymywali się we wszystkim, nienawidzili zwłaszcza rozkoszy i lenistwa.
Z punktu widzenia kabały człowiek leni się wtedy, gdy zda sobie sprawę, że dane zajęcie powoduje niewygodę. W takim ujęciu problemu lenistwa nie można jednoznacznie określić jako wadę. Jeśli bylibyśmy wszyscy większymi leniami – na świecie nie byłoby takiego chaosu i nieporządku. Według jednego z kierunków filozoficznych kabały lenistwo okazuje się zaletą, jeśli dotyczy pociągu do rozkoszy i posiadania kosztowności. W tym przypadku lepiej się lenić i nawet pobudzać siebie do lenistwa. ("Siedź i nic nie rób – zrobisz mądrze", Talmud, Iruwin 100a). Jeśli natomiast rzecz idzie o cele duchowe, o podążanie w kierunku Stwórcy, człowiek powinien walczyć z lenistwem, cały czas zwiększać duchowe wysiłki, na co właśnie skierowana jest metodyka kabały ("Wstań i pracuj – zrobisz mądrze", Talmud, Iruwin 100a).